# 政府採購協定
政府採購協定（英語：Agreement on Government Procurement，簡稱GPA）是世界贸易组织主持的複邊協定，該組織根據公開、透明和不歧視的原則，規範了協定各方公共當局採購貨物和服務。該協定最初於1979年制定，名為《東京回合政府採購守則》，並於1981年在《關稅暨貿易總協定》的支持下生效。1994年該協定與乌拉圭回合同時重新談判，該版本於1996年1月1日生效。1996年通過的案文預計會有後續改進。2006年12月就預期的修訂達成了諒解，隨後於2012年3月30日修訂了協定。修訂後的政府採購協定於2014年7月6日生效，自2021年1月1日起適用於所有成員。

## 締約方
下列世界贸易组织成員是經修訂的1994年協定的締約方：
| 當事人 | 加入日期       |
| --- | -------------- |
| 加拿大 | 1996年1月1日   |
| 欧洲联盟關於奥地利、比利时、丹麦、芬兰、法国、德国、希腊、爱尔兰岛、意大利、卢森堡、荷兰、葡萄牙、西班牙和瑞典的問題 | 1996年1月1日   |
| 以色列 | 1996年1月1日   |
| 日本 | 1996年1月1日   |
| 挪威 | 1996年1月1日   |
| 瑞士 | 1996年1月1日   |
| 美国 | 1996年1月1日   |
| 荷蘭關於阿魯巴的問題                                                                                                 | 1996年10月25日 |
| | 1997年1月1日   |
| 香港 | 1997年6月19日  |
| 列支敦斯登 | 1997年9月18日  |
| 新加坡 | 1997年10月20日 |
| 冰島 | 2001年4月28日  |
| 欧洲联盟關於賽普勒斯、捷克、爱沙尼亚、匈牙利、拉脫維亞、立陶宛、马耳他、波兰、斯洛伐克和斯洛文尼亚的問題             | 2004年5月1日   |
| 欧洲联盟關於保加利亚和羅馬尼亞的問題                                                                                 | 2007年1月1日   |
| 中華民國（中華台北）                                                                                                 | 2009年7月15日  |
| 亞美尼亞 | 2011年9月15日  |
| 欧洲联盟關於克罗地亚的問題                                                                                           | 2013年7月1日   |
| 蒙特內哥羅 | 2015年7月15日  |
| 新西兰 | 2015年8月12日  |
| 乌克兰 | 2016年5月18日  |
| 摩尔多瓦 | 2016年6月14日  |
| | 2019年5月5日   |
| 英国 | 2021年1月1日   |
| 北馬其頓 | 2023年10月30日 |

備註
1. 1 2  該協議作為英國歐盟成員國的一部分，適用於英國，有效期為1996年1月1日至2020年12月31日《英國脫歐協議》結束。
2. ↑  臺灣加入世貿組織，為「臺澎金馬個別關稅領域」，簡稱「中華臺北」。

### 觀察員身份
下列世界贸易组织成員已獲得观察员身份，而標有星號（*）的國家正在談判加入：阿富汗、阿爾巴尼亞（*）、阿根廷、巴林、白俄羅斯、巴西（*）、喀麥隆、智利、中國（*）、哥比亞、哥斯大黎加（*）、象牙海岸、厄瓜多、喬治亞（*）、印度、印尼、約旦（*）、哈薩克斯坦（*）、吉爾吉斯共和國（*）、馬來西亞、蒙古、阿曼（*）、巴基斯坦、巴拿馬、巴拉圭、菲律賓、俄羅斯（*）、沙烏地阿拉伯、塞席爾、斯裡蘭卡、塔吉克斯坦（*）、泰國、土耳其和越南。

## 附錄範圍
受該協定約束的採購實體因成員國而異。每個成員國都有自己的附錄1，該附錄是協定組成的一部份，詳細說明了該協定如何適用於其國家採購活動。每個附錄1包含7個附件：
- 附件1：協定涵蓋的中央機關
- 附件2：協定涵蓋的中央以下機關
- 附件3：協定涵蓋的其他機關
- 附件4：範圍：貨物
- 附件5：範圍：服務
- 附件6：範圍：建築施工服務
- 附件7：總則說明

## 投標質疑審查機構
投標質疑審查機構是由締約國於1998年設立的機構，目的是允許供應商對不正常的政府招標提出質疑。審查機構是獨立的，並努力迅速處理每個案件。而審查機構也有權建議採取快速臨時措施（RIM），如果審查機構發現初步證據確鑿的投標質疑案例，可在幾天內提出建議。

## 英國在脫歐之後的資格
英國自1996年1月1日起將該協定作為其歐盟成員國的一部分。但英國於2020年2月1日離開歐盟後，該協定在過渡期內仍然有效至2021年1月1日。而2018年6月27日開始討論英國繼續成為會員國之問題，2020年10月，英國受邀在過渡階段結束時獨立成為締約方。

## 外部連結
- WTO, Site covering the Agreement on Government Procurement (GPA) （页面存档备份，存于）
- integrated Government Procurement Market Access Information Portal （页面存档备份，存于） (e-GPA), a single point of access to market access information, provided by the WTO
- GATT, Text of the 1979 Agreement （页面存档备份，存于）
- GATT, Revised agreement, 1988 （页面存档备份，存于）
- WTO, Text of the 1994 Agreement
- WTO, Text of the Agreement as amended on 30 March 2012